# Moero! Top Striker
Moero! Top Striker (яп. 燃えろ!トップストライカー) — японo-французский аниме-сериал, выпущенный студией Nippon Animation. Транслировался по телеканалу TV Tokyo с 10 октября 1991 года по 14 сентября 1992 года. Всего выпущено 49 серий аниме. Сериал также транслировался на территории Франции, Италии и Испании.
Примечательно, что в создании сериала принимали участие разработчики и из Франции, сам сериал транслировался на территории Франции за год, до Японии, и чтобы уменьшить до минимума японское присутствие в аниме, был решено заменить музыку сериал, изменить концепцию некоторых персонажей, чтобы получить кредитное финансирование, которые выдаются на европейские сериалы и мультфильмы.

## Сюжет
Действие происходит в Генуя, Италии, 12-ти японский летний мальчик-сирота по имени Хикару Ёсикава (во французской версии Бенджамин Лефранк и французского происхождения) разработал уникальный стиль обучения в одиночку и своими друзьями. Его замечает Робсон, бывший профессиональный игрок и решает взять его на попечение и тренировать в своей команде талантливых детей, сначала Хикару казался очень слабым игроком, но позже начинает проявлять свой полный потенциал. Также в команду попадает Кэтрин Таусенд, которая становится лучшей подругой для Хикару.

## Роли озвучивали
- Ай Орикаса — Мариа
- Бандзё Гинга — Робсон
- Тяфурин — Георгио
- Тиэ Сато — Макарони
- Тиэко Хонда — Каторину
- Кадзуэ Икура — Мицуру
- Кумико Нисихара — Анна
- Масами Кикути — Карло
- Мэгуми Тано — Лука
- Мики Нарахаси — Антонио
- Миюки Иитидзё — Мариа
- Нобуаки Фокуда — Бертини
- Нобуо Тобита — Бруно
- Рика Мацумото — Джулиан
- Такуми Ямадзаки — Цезарь